# Niklas Hult
Bo Niklas Hult (Värnamo, 13 de fevereiro de 1990) é um futebolista sueco que atua como lateral-esquerdo. Atualmente defende o IF Elfsborg.

## Carreira

### IFK Värnamo
Niklas Hult se profissionalizou no IFK Värnamo, em 2008.

### Panathinaikos
Niklas Hult se transferiu ao Panathinaikos em 2016.

### AEK Atenas
Em 2018, muda de clube da capital grega e vai ao AEK Atenas.

## Títulos
AEK Atenas
- Superliga Grega: 2017–18